# Barrie Colts

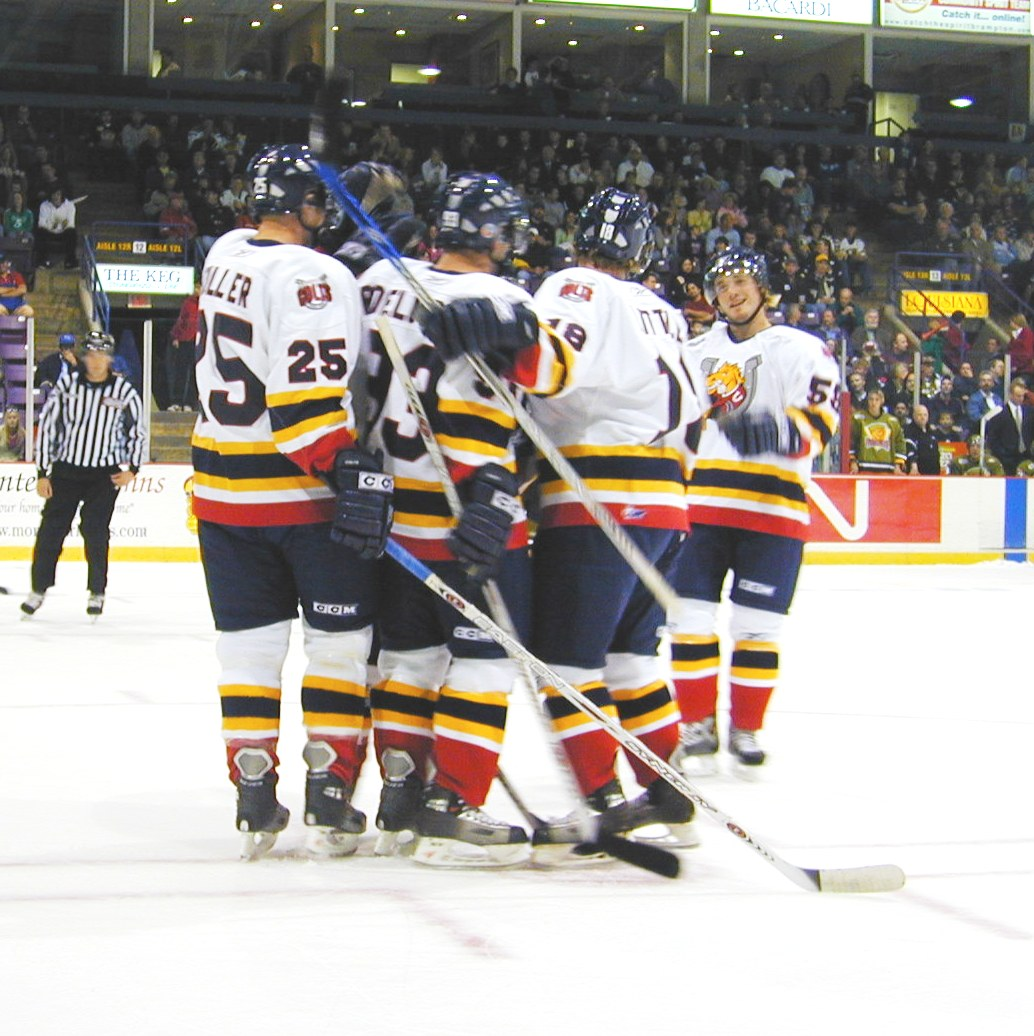
Barrie Colts

Barrie Colts – juniorska drużyna hokejowa grająca w OHL w dywizji centralnej, konferencji wschodniej. Drużyna ma swoją siedzibę w Barrie w Kanadzie.
- Data założenia: 6 maja 1994 roku
- Barwy: żółto-czerwono-białe
- Trener: Marty Williamson
- Manager: Howie Campbell
- Hala: Barrie Molson Centre

## Osiągnięcia
- Emms Trophy: 1999, 2000, 2007, 2010, 2013, 2015, 2016
- Bobby Orr Trophy: 2000, 2002, 2010, 2013
- J. Ross Robertson Cup: 2000
- Hamilton Spectator Trophy: 2010